# Sonetos Portugueses

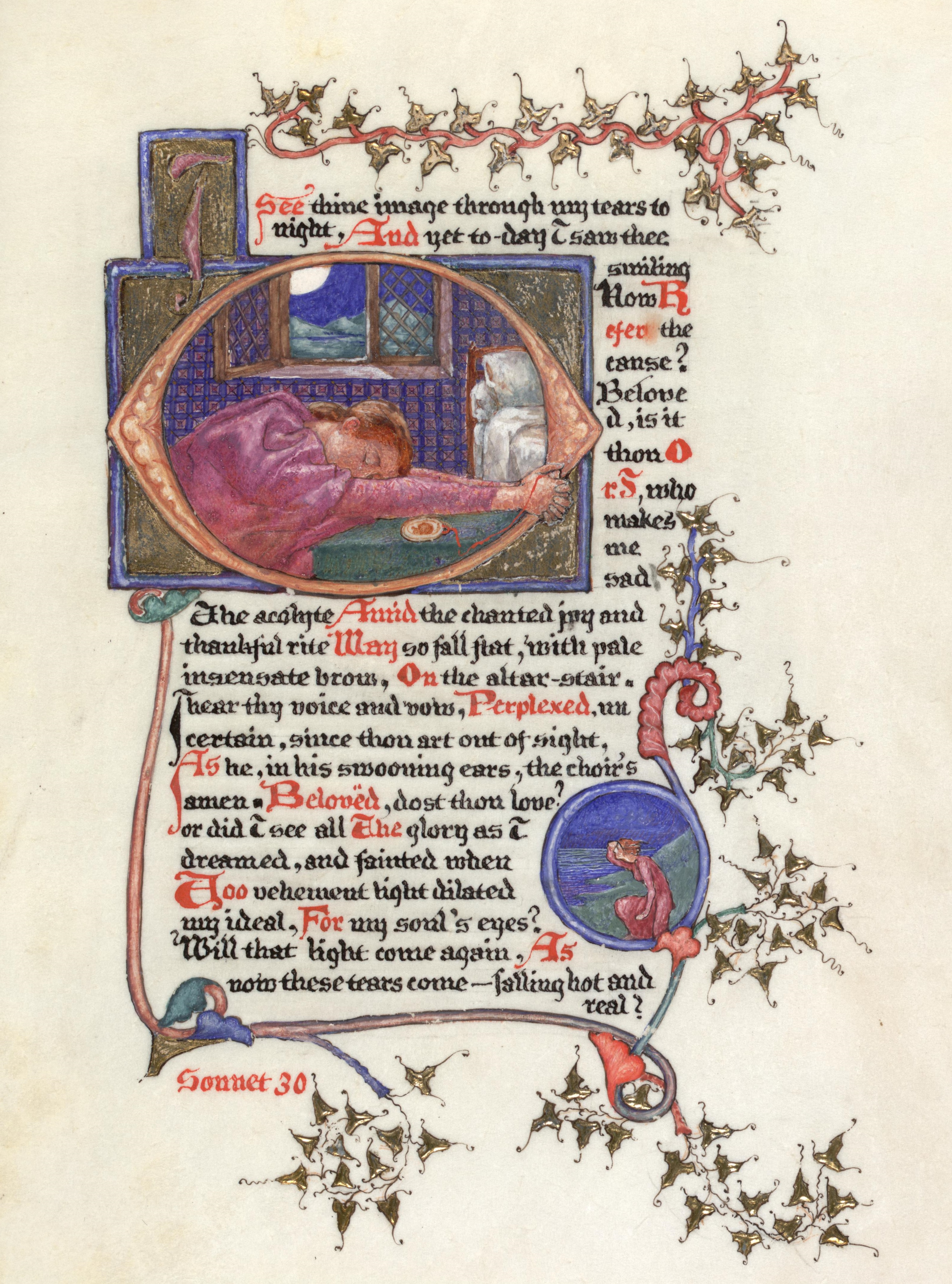
Cópia iluminada do soneto 30, dos Sonetos Portugueses feita por Phoebe Anna Traquair

Sonetos Portugueses é uma colecção de 44 sonetos de amor escritos por Elizabeth Barrett Browning. Os poemas foram escritos entre 1844 e 1845, no período que antecedeu o seu casamento com Robert Browning em 1846. A colecção foi muito aclamada pela crítica sendo extremamente popular durante a vida da poetisa, popularidade que continua até aos dias de hoje.

## Título
Inicialmente Elizabeth estava muito relutante em publicar os poemas, sentindo que eles eram demasiadamente pessoais. No entanto, o seu marido insistia em que eles eram a melhor sequência de sonetos em língua Inglesa desde o tempo de Shakespeare e pressionava a mulher para a sua publicação. De modo a proteger a privacidade do casal, Elizabeth achou melhor publicá-los como traduções de sonetos estrangeiros. Por esse motivo, a colecção foi primeiramente conhecida como “Sonetos Bósnios”, até que Robert sugeriu a Elizabeth que alterasse a proveniência imaginária dos sonetos do Bósnio para o Português, pois ela , para além de ser uma grande admiradora de Camões era afectuosamente tratada por Robert Browning de "Pequena Portuguesa".